# تمپل (پنسیلوانیا)
تمپل (به انگلیسی: Temple) یک منطقهٔ مسکونی در ایالات متحده آمریکا است که در شهرستان برکس، پنسیلوانیا واقع شده‌است. تمپل ۱٬۸۷۷ نفر جمعیت دارد و ۱۱۰٫۰۳ متر بالاتر از سطح دریا واقع شده‌است.